# Ivánháza
Ivánháza (1899-ig Ivanócz, szlovákul Ivanovce) község Szlovákiában, a Trencséni kerületben, a Trencséni járásban.

## Fekvése
Trencséntől 12 km-re délnyugatra, a Vág jobb oldalán, a 61-es út mellett fekszik.

## Története
A község területén már a kőkorszakban is éltek emberek, a régészek az i. e. 40000 körüli időből a szeletai kultúra telepének nyomait tárták fel. Kerültek elő leletek, főként kőszerszámok az i. e. 2. évezredből is. Az i. e. 16. században a hévmagyarádi kultúra népének települése állt itt, de megtalálták a kora bronzkor emberének eszközeit, cserépmaradványait is.
A települést 1398-ban „Iwany” néven Luxemburgi Zsigmond oklevelében említik először, melyben a beckói uradalmat hívének, Stíbornak adja. 1471-ben Hunyadi Mátyás oklevelében „Iwanovche” alakban szerepel. Ivánháza lakóiról először a beckói uradalom 1522-ből származó urbáriumában lehet olvasni. Ebben említés történik a falu bírójáról, Holár Fábiánról és név szerint fel vannak sorolva az esküdtek is. A község lakói a mezőgazdaságban megtermelt javakból éltek. A 16.–17. században a község földesurai a beckói vár urai voltak. 1598-ban a Bánffy és Nádasdy családok, majd 1648-tól, a Bánffyak kihalásától birtokai több nemesi családhoz kerültek. Többek közt a Révay, Rakovszky, Berényi, Serényi, Eszterházy, Szulyovszky és Erdődy családoknak voltak birtokaik a községben. 1664-ben a török adójegyzékben említik, hogy Paksa Márton bíró a falu lakosai nevében 11199 akcse adót fizetett. 1784-ben a népesség összeírásban 107 házában 700 lakost számláltak.
A 18. század végén Vályi András így ír róla: „IVANÓCZ. Ivanovcze. Tót falu Trentsén Várm. földes Urai több Urak, lakosai katolikusok, fekszik Kochanóczhoz, mellynek filiája, nem meszsze, határja Felső Kohanóczhoz hasonlító.”
1828-ban 99 házban 981 lakos élt.
Fényes Elek 1851-ben kiadott geográfiai szótárában így ír a faluról: „Ivanocz, tót falu, Trencsén vmegyében, a Vágh jobb partján, a Trencsénhez vivő országutban, a mondott várostól délre 2 mfldnyire. Határja egy a legjobbak közül való a megyében. Vannak jó szántóföldjei, legelője, rétje, erdeje. Lakja a Mlacsoviczi irtásokkal együtt 302 kath., 458 evang., 60 zsidó lak. F. u. többen közbirtokosok.”
A trianoni békéig Trencsén vármegye Trencséni járásához tartozott.

## Népessége
| Év:            | 1994. | 2004.   | 2014.    | 2024.    |
| -------------- | ----- | ------- | -------- | -------- |
| Emberek száma: | 810   | 789     | 945      | 1084     |
| Eltérés:       |       | -2,59 % | +19,77 % | +14,70 % |

| Év:            | 2023. | 2024.   |
| -------------- | ----- | ------- |
| Emberek száma: | 1070  | 1084    |
| Eltérés:       |       | +1,30 % |

1880-ban 638 lakosából 565 szlovák, 46 német, 7 magyar anyanyelvű és 20 csecsemő; ebből 335 evangélikus, 253 római katolikus és 50 zsidó vallású volt.
1910-ben 911 lakosából 861 szlovák, 25 német, 18 magyar és 7 egyéb anyanyelvű volt.
2001-ben 800 lakosából 787 szlovák volt.
2011-ben 915 lakosából 858 szlovák, 7 cseh, 2-2 magyar, ukrán és német, 1 egyéb és 43 ismeretlen nemzetiségű volt.

## Neves személyek
- Itt hunyt el 1893-ban Kubicza Pál, Trencsén vármegye főispánja, főrendiházi tag.

## Külső hivatkozások
- Hivatalos oldal
- Községinfó
- Ivánháza Szlovákia térképén
- Az általános iskola honlapja
- E-obce.sk Archiválva 2008. szeptember 20-i dátummal a Wayback Machine-ben